# Peter van Heeren
Peter van Heeren är en norsk svartvit kriminalfilm från 1957 i regi av Sigval Maartmann-Moe. I titelrollen ses Per Skift.

## Handling
Peter van Heeren får rycka ut och hjälpa vännen fru Käthie Winther när hon blir utpressad av Halmer i ett tvivelaktigt försök att vinna hennes gunst.

## Rollista
- Per Skift – Peter van Heeren
- Liv Wilse – Käthie Winther
- Ernst Diesen – Jeremias, van Heerens tjänare
- Leif Enger
- Helge Essmar
- Knut M. Hansson – Halmer
- Willie Hoel
- Ola Isene
- Lillebil Nordrum
- Odd Borg
- Erik Melbye Brekke
- Dan Fosse
- Per Theodor Haugen
- Gustav Adolf Hegh
- Per Lillo-Stenberg
- Aud Schønemann
- Tore Ween

## Om filmen
Peter van Heeren bygger på Alf B. Bryns kriminalroman Peter van Heeren tar skjeen i en annen hånd (1924). Filmen regisserades av Sigval Maartmann-Moe som även skrev manus. Den producerades av bolaget Filmaksjeselskapet Sigma med Martin S. Knutsen som produktionsledare. Den fotades av Per Gunnar Jonson och klipptes av Olav Engebretsen. Musiken komponerades av Egil Monn-Iversen och framfördes med Øivind Bergh som dirigent.